# Fernando Barrón Ortiz
Fernando Barrón Ortiz (Vitòria, 4 de maig de 1892 - Madrid, 16 de juny de 1953) va ser un militar espanyol que va tenir una destacada participació durant la Guerra civil espanyola. És especialment conegut per haver estat comandant de la 13a Divisió franquista.

## Biografia
Des que als vint anys sortís de l'Acadèmia de Cavalleria de Valladolid, la seva vida va girar al voltant del Protectorat del Marroc i la Guerra del Rif, on va aconseguir diversos ascensos per mèrits de guerra i va forjar la seva carrera militar.

### Guerra Civil
El 17 de juliol de 1936 ostentava el rang de tinent coronel i comandava a les tropes Regulars de Melilla, la primera ciutat a sumar-se al cop d'estat que va donar lloc a la Guerra Civil. Dins de la revolta, la seva primera acció va ser l'ocupació de l'aeròdrom de Tauima.
Després de creuar l'Estret de Gibraltar i arribar a la península Ibèrica, va quedar a càrrec d'una Columna. Al comandament d'aquesta conquesta Santa Olalla i Maqueda (entrant en la província de Toledo), per a continuació ocupar Escalona, Olías del Rey, Yuncos i Illescas, per les que fou recompensat amb la medalla militar individual. En aquesta línia d'avanç participa en l'alliberament de l'Alcàsser de Toledo. És considerat per Ricardo de la Cierva com la fletxa més ràpida de l'Exèrcit franquista, donant mostres dels seus coneixements militars en la Ciutat Universitària de Madrid, juntament amb Carlos Asensio Cabanillas. Els legionaris i regulars que formen “la Mà Negra” -àlies de la 13a Divisió franquista- constitueixen les Forces de xoc més capacitades del Bàndol revoltat. Durant la Segona batalla de la carretera de La Corunya (desembre de 1936), la seva columna va atacar des de Villaviciosa de Odón cap a Boadilla del Monte, i més endavant va atacar cap a Majadahonda.
Al febrer de 1937 torna una altra vegada a l'atac i en la batalla del Jarama realitza un dur assalt el pont del Pindoque, obrint el pas del Jarama a Carlos Asensio i a Sáenz de Buruaga, i amb això, tancant el pas de les forces governamentals que atacaven. Durant la batalla de Brunete, Barrón i la seva divisió van sostenir duríssims combats en Brunete amb la 11a. Divisió republicana de Líster, sumant ambdues unitats un esgarrifós nombre de baixes durant els combats. Al començament de 1938, després de la ruptura del volto de Terol, s'incorpora al Cos d'Exèrcit del Marroc i pren part destacada en l'ofensiva d'Aragó, ocupant Puebla de Albortón i Codo, i arriba a desbordar Belchite pel nord. El 16 de març la seva divisió col·labora amb altres unitats franquistes i envolten les Brigades Internacionals a Casp, ciutat que va caure el dia 17 després de durs combats. El 22 de març la 13a. divisió creua el riu Ebre per Quinto, establint un cap de pont, avança fins a aconseguir el riu Cinca, Fraga i, posteriorment, conquista la ciutat de Lleida, on entaula un combat amb la 46a Divisió d' "El Campesino". Tornaria a tenir un destacat durant la batalla de l'Ebre i l'Ofensiva de Catalunya.
L'1 de febrer de 1939 el coronel republicà Segismundo Casado entaula negociacions per a la capitulació de Madrid, exigint com a garantia una carta del general Barrón, a qui coneixia, a fi de no ser víctima d'enganys. El 6 de febrer, des del lloc de comandament on dirigia les últimes operacions de la campanya de Catalunya, Franco va dictar sobre la marxa aquella carta amb 10 condicions que teòricament haurien de complir els republicans per efectuar la rendició.

### Dictadura franquista
Quan al maig de 1940 els sectors falangistes i més germanòfils comencen a exigir la intervenció d'Espanya a favor de les potències de l'Eix, Franco envia a l'Alemanya nazi una missió militar a les ordres del general Barrón, al que el mariscal Göring va retreure que Espanya no cregués en la victòria alemanya. Barrón, que té instruccions molt precises, li va contestar que Espanya no posseeix els mitjans adequats ni es troba en condicions per intervenir en el conflicte. Més endavant es convertirà en un dels generals que buscaven forçar la restauració de la monarquia en la persona de Joan de Borbó, grup que en 1942 va propiciar la caiguda del germanòfil Ramón Serrano Súñer.
Malgrat haver participat en conspiracions monàrquiques, va aconseguir l'ocupació de tinent general i va ser nomenat governador militar del Camp de Gibraltar. En 1945 va ser nomenat subsecretari general del Ministeri de l'Exèrcit i, entre el 24 de març de 1950 y el 31 d'octubre de 1952 va ocupar la prefectura de l'Estat Major Central de l'Exèrcit. Quan va morir en 1953, ostentava la presidència Consell Suprem de Justícia Militar. També va ser Procurador en Corts per designació directa del Cap de l'Estat.